# 2008年夏季奥林匹克运动会塞舌尔代表团
2008年夏季奥林匹克运动会塞舌爾代表团会参加2008年8月8日至24日在中国北京主办的第29届夏季奥运。代表团包括4位参赛者，分別參與3個項目。

## 羽毛球
- Georgie Cupidon、Juliette Ah-wan（混雙）

## 帆船
- Allan Julie

## 舉重
- Terrence Dixie（男子85公斤級）